# Snøfrid Svåsedotter
Snøfrid Svåsedotter (nórdico antiguo: Snæfríðr) también Snæfríðr finnska (Snæfríðr, apodada la finesa), fue según la tradición nórdica medieval una esposa de Harald I de Noruega. Su figura legendaria aparece en Heimskringla y Ágrip af Nóregskonungasögum, y brevemente citada en la Saga Orkneyinga. Las sagas la describen como una princesa del pueblo Sami y ancestro de Harald Hardrada. Con la excepción de Ragnhild Eriksdatter, ella es la única esposa de Harald I mencionada por su nombre fuera de Heimskringla.  Era hija de Svåse el Finés  caudillo vikingo de Dovre, Oppland, rey de los fineses (finnekonge).
El primer capítulo de la saga corta Haralds þáttr hárfagra,  se centra en la historia entre Snæfríðr y el rey Harald, así como una cita de un poema escáldico, un drapa sobre Snæfríðr a Harald, Snæfríðardrápa.

## Descendencia
Según las sagas, tuvo cuatro hijos con el rey Harald:
- Halvdan Hålegg
- Gudrød Ljome
- Sigurd Rise
- Ragnvald Rettilbeine